# Komunistyczna Partia Polski (1965–1996)

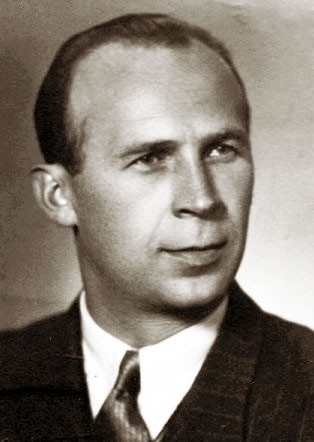
Kazimierz Mijal – przewodniczący KC KPP

Komunistyczna Partia Polski (KPP) – nielegalna partia polityczna w PRL założona w 1965 roku przez Kazimierza Mijala, polskiego maoistę. Istniała też w epoce III RP, formalnie do 1996.
W dniu 4 grudnia 1965 w mieszkaniu Czesława Blicharskiego przy ulicy Krakowskie Przedmieście 21 w Warszawie odbyło się spotkanie założycielskie. Wśród członków założycieli KPP, obok Kazimierza Mijala, znaleźli się byli działacze PZPR i członkowie rządu odsunięci od władzy przez Władysława Gomułkę – między innymi Hilary Chełchowski i Władysław Dworakowski. Samo powstanie KPP było odwetem Kazimierza Mijala za proces tak zwanej grupy Mijala, który rozpoczął się 30 listopada 1964.
KPP głosiła, że opiera się na ideach „Marksa, Lenina, Stalina i Mao Zedonga”. Domagała się „dyktatury proletariatu”, ściśle scentralizowanej gospodarki i kolektywizacji rolnictwa. Uważała, że Chruszczow zdradził komunizm, a centrum światowej rewolucji przeniosło się do Chin. Zdaniem mijalowców w Polsce rządziła „czerwona burżuazja” wyzyskująca robotników, a jej polityczną reprezentacją miała być PZPR – „socjaldemokratyczna partia typu burżuazyjnego”. „Głównego wroga” widziano w Kościele katolickim, ale przestrzegano też przed „syjonistyczną agenturą” wśród mniejszości żydowskiej. Według Radia Wolna Europa KPP kolportowała też mapę Polski z granicą wschodnią z 1772 i podpisem: Zapewnimy Ci taką Polskę.
KPP nie rozwinęła szerszej działalności. Skupiała kilkadziesiąt osób działających konspiracyjnie. W 1966 Kazimierz Mijal opuścił nielegalnie kraj i udał się do Albanii. Radio Tirana nadawało programy po polsku, popularyzując KPP, a za pośrednictwem ambasady albańskiej w Warszawie lider ugrupowania nadal kierował swoimi zwolennikami. Służbie Bezpieczeństwa udało się jednak wprowadzić do KPP kilku agentów, co umożliwiło rozbicie partii w ciągu kilku lat. Wolności zostało pozbawionych kilka osób związanych z KPP: Stanisław Brodziński, Zbigniew Osten, Kazimierz Jarzębowski i Władysław Rowiński. W 1968 KPP potępiła zarówno „rewizjonizm” Alexandra Dubčeka, jak inwazję państw Układu Warszawskiego na Czechosłowację. Działalność mijalowskiej Komunistycznej Partii Polski ożywiła się w grudniu 1970. Odnotowano pojawianie się ulotek Wstawaj Stalinie, bo Polska ginie – towarzysze do broni, kolportowano pismo „Czerwony Sztandar”. Struktury KPP wydały także kilka odezw wzywających do strajków i rewolucji, rozsyłanych pocztą. Po wejściu w konflikt z Enverem Hodżą Kazimierz Mijal opuścił Albanię i wyjechał w 1978 do Chin. Do Polski powrócił nielegalnie w 1983 i nadal usiłował działać pod szyldem KPP, atakując rządy Wojciecha Jaruzelskiego. Na krótko aresztowany w 1984. Formalnie KPP istniała do 1996, praktycznie nie prowadząc działalności.